# 578
Évszázadok: 5. század – 6. század – 7. század
Évtizedek: 520-as évek – 530-as évek – 540-es évek – 550-es évek – 560-as évek – 570-es évek – 580-as évek – 590-es évek – 600-as évek – 610-es évek – 620-as évek
Évek: 573 – 574 – 575 – 576 –  577 – 578 – 579 – 580 – 581 – 582 – 583

## Események

### Bizánci Birodalom
- A bizánci-perzsa háborúban lejár a Mezopotámiára vonatkozó fegyverszünet, a harci tevékenységek ide tolódnak át. A perzsák fosztogató betöréseket intéznek Szíriába, míg Maurikiosz bizánci főparancsnok nagyobb hadjáratot indít a Tigris mentén; elfoglalja Aphumon erődjét és kifosztja Szingara városát.
- Tiberius Constantinus trónörökös (caesar) diplomáciai módszerekkel igyekszik fenntartani a nyugalmat a birodalom többi határa mentén, hogy a perzsa háborúra fókuszálhassanak. 200 ezer aranyat oszt szét az itáliai longobárd törzsfők között, hogy megosztottak maradjanak és ne választhassanak királyt. Amikor a szlávok betörnek Illyricumba, lefizeti az avarokat, hogy támadják meg őket.
- Szeptemberben a súlyos beteg, elmebetegséggel küzdő II. Iusztinosz császár társuralkodóvá (augustus) nevezi ki Tiberius Constantinust. Néhány nappal később meghal és Tiberius marad az egyedüli császár. Iusztinosz özvegye, Szophia felajánlja neki hogy váljon el feleségétől és házasodjon össze vele, de Tiberius visszautasítja. Szophia összeesküvést szervez, hogy Iusztinianosz hadvezért juttassák a trónra. Tiberius felfedezi terveit, megbocsát nekik, de elveszi Szophia vagyonának nagy részét és leváltja hű szolgáit.

### Európa
- Liuvigild vizigót király elfoglalja Méridát. Várost alapít, amelyet fia, Reccared tiszteletére Reccopolisnak nevez el (ma romváros Zorita de los Canes területén).
- I. Chilperic frank király legyőzi II. Waroch breton herceget, akit a vazallusává tesz.
- Meghal Wuffa, Kelet-Anglia királya. Utóda fia, Tytila.

### Kína
- Miután az előző évben az Északi Csou annektálta Északi Csi államát, a Cseng-dinasztia támadást intéz ellene. A támadást azonban visszaverik, az ellenséges hadvezért is elfogják.
- Nyáron Északi Csou császára, Vu támadást szervez az északi türkök ellen, de 35 éves korában megbetegszik és váratlanul meghal. Utóda legidősebb fia, Jüven Jün, aki a Hszüan uralkodói nevet veszi fel és tehetségtelen, élvhajhász uralkodónak bizonyul.

### Japán
- Oszakában megalakul a világ legrégebb óta fennálló vállalata, a Kongó Gumi.

## Halálozások
- október 5. – II. Iusztinosz, bizánci császár
- Iakóbosz Baradaiosz, a monofizita szíriai egyház püspöke
- Abd al-Muttalib, Mohamed próféta nagyapja
- Csou Vu-ti, az Északi Csou császára
- Wuffa, kelet-angliai király

## Fordítás
- Ez a szócikk részben vagy egészben  a(z)   578 című angol Wikipédia-szócikk ezen változatának fordításán alapul.  Az eredeti cikk szerkesztőit annak laptörténete sorolja fel. Ez a jelzés csupán a megfogalmazás eredetét és a szerzői jogokat jelzi, nem szolgál a cikkben szereplő információk forrásmegjelöléseként.